# Wong Chun Ting
Wong Chun Ting (7 settembre 1991) è un tennistavolista hongkonghese.

## Palmarès
- Mondiali

Suzhou 2015: bronzo nel doppio misto.
Dusseldorf 2017: bronzo nel doppio misto